# 若里斯·肖塔尔
若里斯·让-克洛德·雅克·肖塔尔（法語：Joris Jean-Claude Jacques Chotard，2001年9月24日—），法国男子足球运动员。他曾代表法国国奥队参加2024年夏季奥林匹克运动会男子足球比赛，获得一枚银牌。